# آنستزیا اند انلجزیا
مجله بیهوشی و بی‌دردی، مجله‌ای است در حوزه علوم پزشکی که به صورت اختصاصی به بیهوشی، بی‌دردی، مدیریت درد بوده که در سال ۱۹۲۲ منتشر شد.

این مجله توسط انجمن بین‌المللی و پژوهشی بیهوشی نگاشته شده و توسط انتشارات (به انگلیسی: Lippincott Williams & Wilkins) منتشر می‌شود. طبق گزارش استنادی مجلات، ضریب تأثیر این مجله در سال ۲۰۱۲ میزان ۳٫۳۰۰ بوده و در بین ۲۹ مجله بیهوشی رتبه ششم را داراست.